# MCC Grounds
Das Stadion Marylebone Cricket Club Grounds (kurz MCC Grounds) ist ein Fußballstadion im Norden von Belize City.
Es ist traditionell das Stadion aller Vereine aus Belize City, die in nationalen oder internationalen Wettbewerben spielen. Es ist aber nur die Heimspielstätte der beiden Vereine FC Belize und Belize Defence Force, es wird ebenso für High-School-Wettbewerbe benutzt.
Das Stadion wurde in den 1950er-Jahren eröffnet und wurde nach dem englischen Marylebone Cricket Club benannt, der Belize im Jahr 1960 (zu diesem Zeitpunkt noch britische Kolonie) auf seiner Tour in der Karibik besucht hatte.